# K-Reen (album)
Albums de K-Reen
Dimension
(29 octobre 2001)
K-Reen est le premier opus de K-Reen, sorti le 27 octobre 1998. 
Ce disque comporte trois singles : Choisis, Explique-Moi, Dis-Moi et Au Bout De Ton Rêve (feat. Le Rat Luciano & Don Choa de la Fonky Family).

## Liste des chansons
1. Saïan Intro (feat. Saïan Supa Crew) (Leeroy Kassiah - Sly The Mic Buddah / Cutee B) – 1:26
2. Au Bout De Ton Rêve (feat. Le Rat Luciano & Don Choa de la Fonky Family) (K-Reen - Le Rat Luciano - Don Choa / Cutee B) - 5:14
3. Laisse-Toi Porter Par Ce Flow (K-Reen - Fabe / Cutee B) - 4:06
4. Explique-Moi, Dis-Moi (K-Reen - B. Coldold / Cutee B) - 3:27
5. A L'Intérieur (K-Reen / Cutee B) - 3:44
6. Hypocrites (feat. Loréa de 1 bario 5'5 Fry et Nob de Rootsneg) (K-Reen - G. Eyene, B. Coldold / Cutee B) 3:22
7. Choisis (Cutee B Remix) (feat. Oxmo Puccino) (K-Reen - Oxmo Puccino / cutee B) - 4:21
8. Mon Djal (K-Reen / Cutee B) - 4:21
9. Je T'Aime Comme Tu Es (K-Reen / Cutee B) - 3:20
10. Pardonne-Moi (K-Reen / Kif Kif) - 4:12
11. Fini (K-Reen / Little J - Freshali) - 4:13
12. Oh Malheur ! (K-Reen / Cutee B) - 3:41
13. Explique-Moi, Dis-Moi (Factory Mix) (feat. Leechar) (K-Reen - B. Coldold - Leechar / Cutee B) - 4:38
14. Supa Interlude (feat. Saïan Supa Crew) (Saïan Supa Crew / Cutee B) - 1:45
15. Interlude (Paré Pour L'Amour) (Cutee B) - 0:59
16. Paré Pour L'Amour (en duo avec Piero Battery) (K-Reen - Piero Battery /Cutee B) - 4:22
17. Ailleurs (K-Reen /Little J - Freshali) - 3:51

## Crédits
- Réalisé et arrangé par Cutee B pour Defrey Music sauf Pardonne-Moi par Tonton et Cutee B, Ailleurs et Fini par P.J.

- Chœurs : K-Reen sauf Explique-Moi, Dis-Moi : K-Reen, J. Mi Sissoko et Cutee B, Paré Pour L'Amour et Fini par K-Reen et Pierro Battery.

- Scratch sur Hypocrites : Cutee B
- Scratchs vocaux  sur Saian Intro : Leeroy Kessiah & Sky The Mic Buddah pour Saïan Supa Crew
- Tous instruments par Cutee B sauf Au Bout De Ton Rêve
- Violons : Nathalie Guénet et Manuela Brenner
- Alto : Florence Guénet
- Violoncelle : Anne Boussard
- Guitare sur Explique-Moi, Dis-Moi et Oh Malheur : Rico

- Production excecutive : Cutee B pour Defrey Music
- Enregistré et mixé par Cutee B au Defrey Studio
- Masterisé par Jean-Pierre Chalbes à La Source Studio (Paris)
- Monté par Jérôme Chesneau

- Photos par Pascal Boissière
- Design par Jeff Maunoury

## Classement
L'opus se classe à la 55e place des charts le 2 novembre 1998.